# 鸮面鹦鹉科
鸮面鹦鹉科（学名：Strigopidae）是鸟纲鹦鹉目的一个科，现存2属3种，根据世界鸟类学家联合会的分类，本科是鸮面鹦鹉总科的唯一一科。包含鸮面鹦鹉属的鸮面鹦鹉及啄羊鹦鹉属的啄羊鹦鹉和白顶啄羊鹦鹉共三种。已灭绝的属Nelepsittacus也属于本科，与啄羊鹦鹉属近缘，已灭绝的大力神鹦鹉属分类地位有争议，可能也是本科的成员。所有现存物种均为新西兰特有物种。
查塔姆啄羊鹦鹉和诺福克啄羊鹦鹉在现代灭绝，而Nelepsittacus则在1600万年前就已经灭绝。现存的全部3个物种都有种群下降甚至绝灭之虞。人类活动——包括入侵物种的引入和栖息地丧失等是它们灭绝及受威胁的主要原因。
本科与近缘类群在大约8200万年前，新西兰与冈瓦纳古陆分离时分开，鸮面鹦鹉属与啄羊鹦鹉属的祖先在6000到8000万年前分道扬镳。